# Canal alvéolaire
Les canaux alvéolaires ou canaux dentaires postérieurs) sont des canaux osseux situés dans le corps du maxillaire qui s'ouvrent sur la face infratemporale du corps du maxillaire au-dessus de l'éminence du maxillaire.
Ils sont au nombre de deux ou trois :
- un canal alvéolaire antérieur ;
- un canal alvéolaire postérieur,
- un canal alvéolaire moyen inconstant.

Le canal alvéolaire antérieur permet le passage des vaisseaux alvéolaires supérieurs et postérieurs et du rameau alvéolaire supérieur et postérieur du nerf maxillaire.